# Blastobasis sagitella
Blastobasis sagitella é uma espécie de mariposa do gênero Blastobasis pertencente à família Coleophoridae.